# Lübecker Bastionärbefestigung

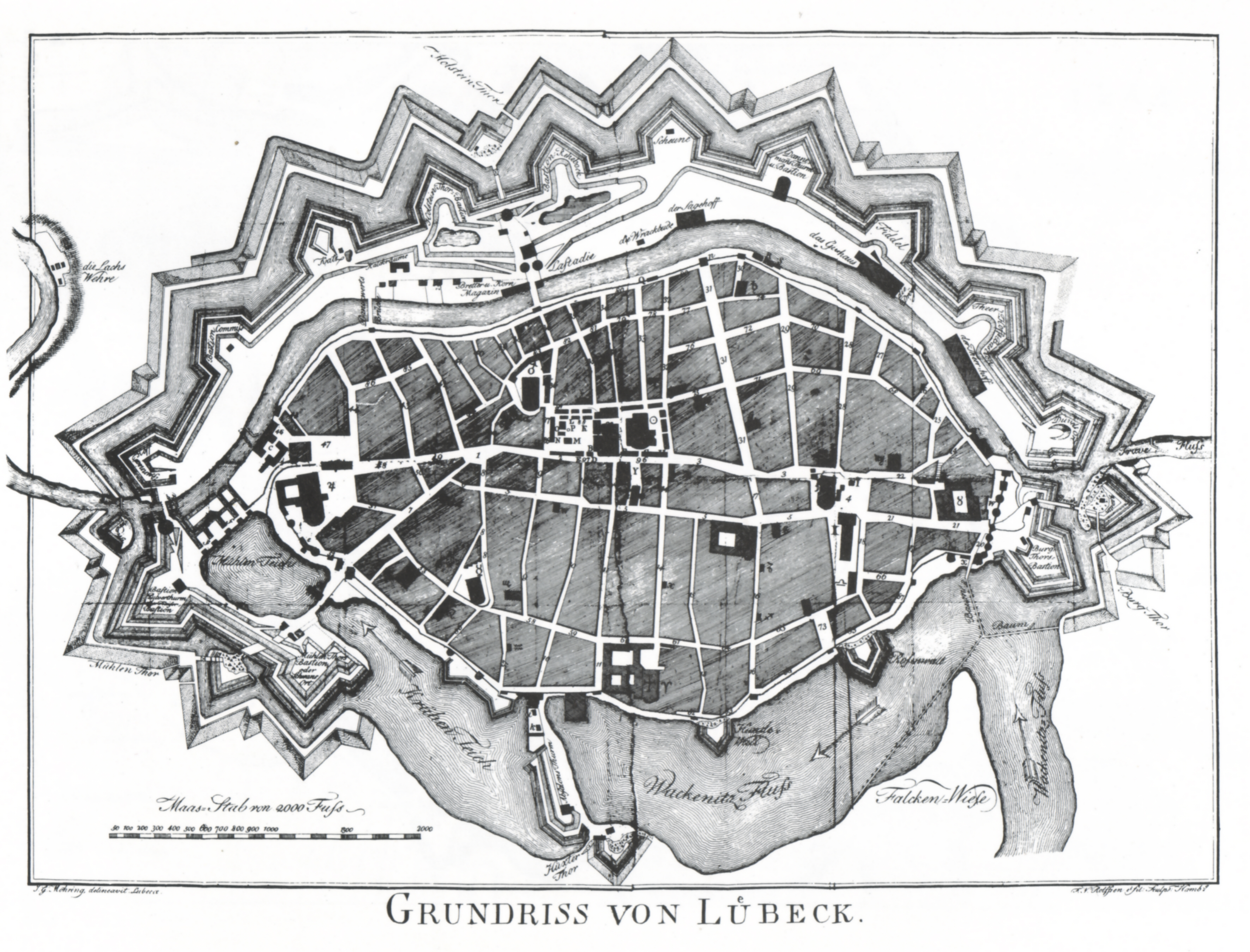
Letzter Ausbaustand der Lübecker Stadtbefestigung im ausgehenden 18. Jahrhundert

Die Lübecker Bastionärbefestigung wurde im 17. Jahrhundert angelegt und stellte den abschließenden Ausbaustand der Lübecker Stadtbefestigung dar.

## Geschichte
Zu Beginn des 17. Jahrhunderts war die seit etwa 1535 angelegte und über die folgenden Jahrzehnte ausgebaute Befestigung mit steilen Erdrondellen und -wällen durch die Weiterentwicklung des Artilleriewesens veraltet. Als zeitgemäß galten nunmehr Festungswerke, die dem zuerst in Italien entwickelten Bastionärsystem mit seinen spitzwinkligen, flacher geböschten Bastionen und Gräben folgten.
Bereits in den Jahren 1595 bis 1600 hatte der Lübecker Rat vom jülich-klevischen Landesbaumeister Johann von Pasqualini eine einzelne Bastion nach dem neuartigen System errichten lassen. Sie befand sich im Südwesten der Stadt, an der Stelle der späteren Bastion Katze. Dieses asymmetrisch angelegte polygonale Bollwerk blieb jedoch ein isoliertes Einzelstück, das nicht Teil eines umfassenderen Systems wurde.

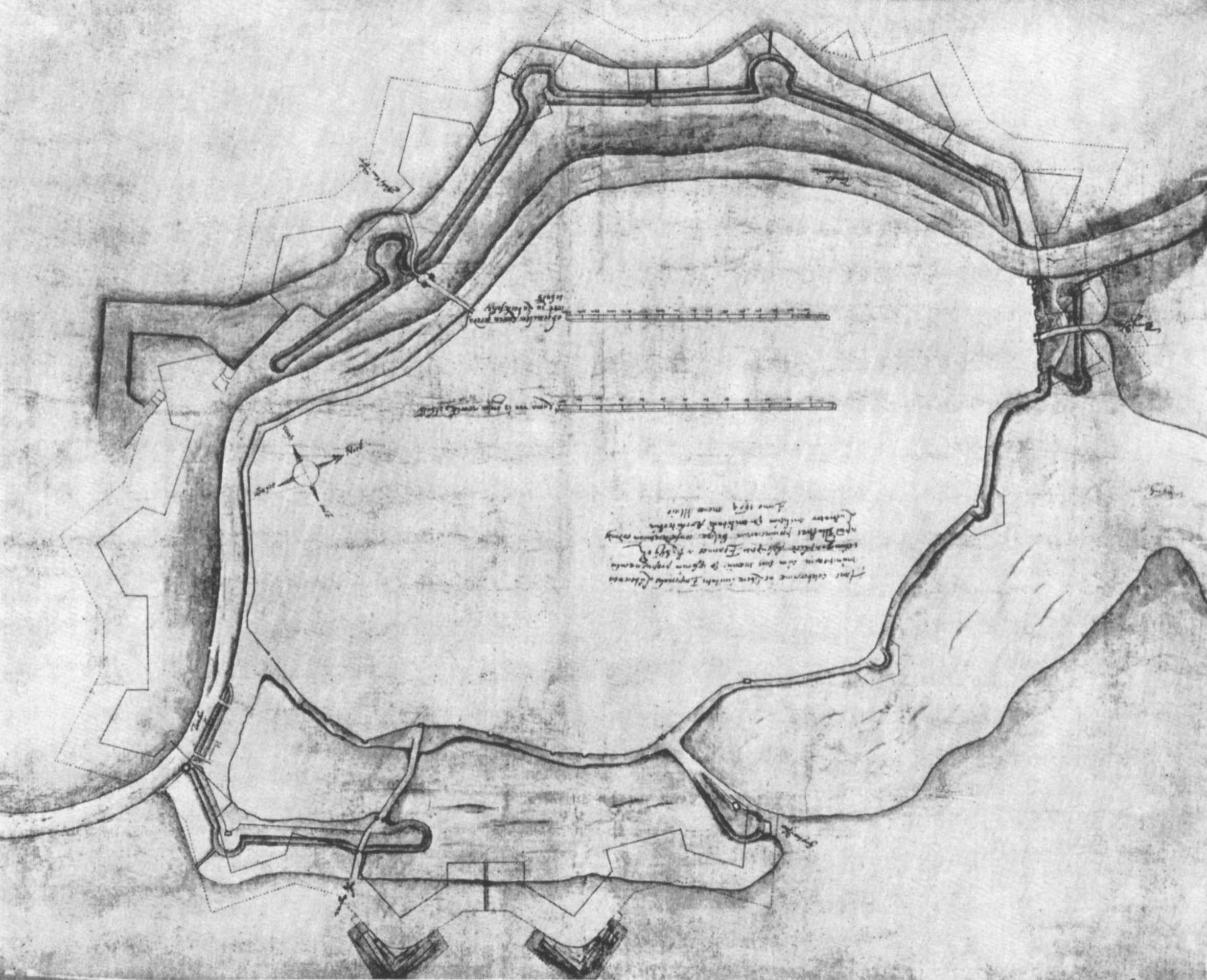
Die Lübecker Befestigungsanlagen im Jahre 1604; gestrichelt eingezeichnet Johan van Rijswijks Planungen für die Neubefestigung

1604 beauftragte der Rat den niederländischen Festungsbaumeister Johan van Rijswijk mit der Erstellung eines Konzepts für die vollständige zeitgemäße Neubefestigung Lübecks. Rijswijks Entwurf sah die allseitige Einfassung der Stadtinsel mit Bastionen vor, und nach seinen Plänen wurde 1605 als erstes die später Commis genannte Bastion zwischen dem Bollwerk Pasqualinis und dem Holstentor errichtet. Danach jedoch gerieten die Arbeiten wieder zum Erliegen.
Erst 1613 wurde angesichts drohender Kriegsgefahr der Festungsingenieur Johan van Valckenburgh berufen, um die Umsetzung der Pläne Rijswijks wieder in Gang zu bringen. Valckenburgh arbeitete modifizierte Pläne aus, doch der Rat zögerte, die aufwendigen und äußerst kostspieligen Arbeiten in größerem Umfang in Angriff nehmen zu lassen. 1614 bis 1618 entstand daher nur die später Buniamshof genannte Bastion nahe dem Mühlendamm.
Der Ausbruch des Dreißigjährigen Kriegs im Jahre 1618 verlieh dem Ausbau der Festungsanlagen erheblich höhere Priorität, und 1621 verpflichtete der Rat Valckenburgh erneut, um endlich Arbeiten in größerem Maßstab einzuleiten. Von 1622 begannen die Arbeiten am Burgtor und Holstentor, gerieten jedoch um 1631 wieder ins Stocken. Erst mit der Berufung Johann von Brüssels als neuem leitenden Ingenieur 1634 kamen die Aktivitäten wieder in Fluss.
Bis etwa 1670 dauerten letztlich die Bauarbeiten, an deren Ende die Befestigungsanlagen Lübecks im Wesentlichen ihre abschließende Gestalt erhielten, die sie bis ins frühe 19. Jahrhundert behalten würden. Nach 1670 wurden nur noch kleinere Arbeiten und Ergänzungen durchgeführt, ansonsten beschränkte man sich auf Erhaltung und Instandsetzung der vorhandenen Wälle.
Valckenburghs Plan, die Stadt vollständig mit einem Gürtel von Bastionen zu umgeben, war aus Kostengründen nur zum Teil verwirklicht worden. Die Ostseite mit dem Wakenitzufer erhielt nie die vorgesehenen Festungsanlagen, sondern nur einige kleine Einzelbastionen. Hier versprach zudem der breite Flusslauf mit seinen sumpfigen Ufern hinreichenden Schutz vor Angriffen, so dass man meinte, auf diesen Teil der Wallanlagen verzichten zu können.

Abtragung der Bastion Bellevue

Durch den Reichsdeputationshauptschluss von 1803 erhielt Lübeck immerwährende Neutralität und territoriale Unverletzlichkeit garantiert. Der Rat wähnte die Stadt dadurch sicher vor künftiger militärischer Bedrohung. Deswegen, und um die Neutralität der Stadt augenfällig zu unterstreichen, beschloss er am 7. Dezember 1803 die Entfestigung der Stadt. Am 16. Juni 1804 begannen die Arbeiten, bei denen die Bastionen teilweise abgetragen sowie ihrer Geschützstellungen und sonstigen militärischen Einrichtungen entkleidet wurden, um sie ziviler Nutzung zuzuführen. Bei der Besetzung Lübecks durch preußische Truppen am 5. November 1806 war die Entfestigung jedoch noch nicht weit fortgeschritten, so dass es möglich war, die Wälle in Vorbereitung auf die Schlacht bei Lübeck notdürftig wieder verteidigungsbereit zu machen. Schon während der anschließenden französischen Besatzungsherrschaft wurde die Entfestigung ab 1808 fortgeführt. Nach Ende der Franzosenzeit 1813 gestaltete man die Festungswälle größtenteils zu Parkanlagen um.
Ab 1850 fielen große Teile der bis dahin noch fast vollständig vorhandenen Bastionen, besonders auf der Wallhalbinsel, dem Eisenbahnbau und dem Ausbau des Hafens zum Opfer; die vom Bahnbau betroffenen Wallanlagen wurden 1850 von Peter Joseph Lenné zu Parkanlagen umgestaltet, die sich bei den Lübeckern großer Beliebtheit erfreuten. Ein erheblicher Teil der verbliebenen Festungswälle wurde in den folgenden Jahrzehnten, insbesondere beim Bau des Elbe-Lübeck-Kanals 1896 bis 1900 abgetragen. Die gärtnerische Neugestaltung führte der Stadtgärtner Metaphius Theodor August Langenbuch 1897 durch. Im Wesentlichen erhalten sind heute nur noch die Bastionen Buniamshof und Katze, teilweise vorhanden sind die Bastionen Holstentor, Commis, Pulverturm und (in Rudimenten) Schwansort. Die sogenannten Wallanlagen sind nach gärtnerischer Gestaltung in den 1920er Jahren heute mit teils sehr alten Bäumen bestanden und von Wegen durchzogen.

## Festungswerke
| Name oder Bezeichnung                                     | Errichtet | Abgebrochen    | Anmerkungen | Lage |
| Bastion Burgtor                                           | 1624      | 1804–1806      | |      |
| Burgtor-Ravelin                                           | 1695      | 1804–1806      | Ersetzte eine schon 1624 errichtete erste Wallanlage |      |
| Bastion Bellevue (ursprünglich Teufelsort bzw. Düvelsort) | 1636–1642 | 1845/1885–1893 | Im 19. Jahrhundert, nach der Umgestaltung zur Parkanlage, ein beliebter Aussichtspunkt, für den sich der neue Name Bellevue einbürgerte |      |
| Bastion Teerhof                                           | 1636–1642 | 1885–1893      | |      |
| Bastion Fiddel (ursprünglich Goldener Turm)               | 1636–1642 | 1885–1893      | |      |
| Bastion Dammannsturm                                      | 1636–1642 | 1885–1893      | Der Abraum, der bei der Beseitigung von Wallanlagen für den Eisenbahnbau und den Hafenausbau 1850 anfiel, wurde auf der Bastion Dammannsturm aufgeschüttet. Den entstandenen hohen Hügel mit einem Aussichtsturm aus Bahnschwellen nannte man Chimborasso, und dieser Name wurde in der Folgezeit für die ganze Bastion gebräuchlich. |      |
| Bastion Scheune                                           | 1635      | 1873           | Trat an die Stelle des Plönnies-Rondells; für die Erweiterung der Bahnanlagen abgetragen |      |
| Bastion Rehbock (ursprünglich Kommersteinsbollwerk)       | 1643–1635 | 1885–1893      | Ursprünglich nach dem Erbauer, dem niederländischen Ingenieur Tobias Kommerstein benannt |      |
| Holstentor-Ravelin                                        | 1684      | 1804–1806      | |      |
| Bastion Holstentor                                        | 1643–1635 |                | Nur noch teilweise erhalten |      |
| Bastion Katze                                             | 1628      |                | Trat an die Stelle der Bastion, die Pasqualini 1595 errichtet hatte; |      |
| Bastion Commis                                            | 1605      |                | Nur noch teilweise erhalten |      |
| Bastion Buniamshof                                        | 1614–1618 |                | eigentlich Bonnies Hof nach einem zuvor dort gelegenen Hof des Gerlach Bonnus; im Inneren der Bastion ist seit 1927 die Freilichtbühne Lübeck, der Name ging über an das nahegelegene Stadion Buniamshof |      |
| Triangel                                                  | 1633/1662 |                | Nur noch in Resten vorhanden |      |
| Bastion Pulverturm (auch Kaiser)                          | 1644–1663 |                | Nur noch teilweise erhalten |      |
| Mühlentor-Ravelin                                         | 1635      | 1804–1806      | |      |
| Bastion Schwansort (auch Windmühle und Mühlentor)         | 1644–1663 |                | Noch bis ins 19. Jahrhundert auch nach einer hier befindlichen Windmühle benannt. Beim Bau des Elbe-Lübeck-Kanals bis auf einen kleinen Rest abgetragen |      |
| Hüxtertor-Ravelin                                         | 1636      | 1806           | Der Graben des Ravelins wurde erst um 1880 zugeschüttet; seine spitzwinklige Form zeichnet sich bis heute in der Gestalt des Falkenplatzes ab. |      |
| Hundewall                                                 | 1646–1647 | 1896–1900      | Beim Bau des Elbe-Lübeck-Kanals abgetragen |      |
| Rosenwall                                                 | 1636      | 1896–1900      | Beim Bau des Elbe-Lübeck-Kanals abgetragen |      |